# Milorad Karalić
Milorad Karalić, född den 7 januari 1946 i Ivanjsko i SFR Jugoslavien (nuvarande Bosnien och Hercegovina), är en serbisk tidigare jugoslavisk handbollsspelare. Han var med och tog OS-guld 1972 i München.